# Ven Džjabao
Ven Džjabao (poenostavljena kitajščina: 温家宝; tradicionalna kitajščina: 溫家寶; pinjin: Wēn Jiābǎo; Wade-Giles: Wen Chia-pao), kitajski politik, * 15. september 1942, Tjandžin, Republika Kitajska.
V letih med 2003 in 2013 je bil ministrski predsednik Ljudske republike Kitaske (predsednik državnega sveta) in velja za vodilno osebnost kitajske gospodarske politike v tem času.